# Avril 1873

## Événements
- James Colledge Pope devient premier ministre de Île-du-Prince-Édouard.

- 1er avril : naufrage de l'Atlantic.
- 2 avril : le Scandale du Pacifique éclate.
- 11 avril : l'opéra Marie-Magdeleine est offert en version oratorio par le « Concert national » au théâtre de l'Odéon
- 23 avril, Espagne : le gouvernement provisoire repousse une tentative de coup d’État des radicaux.

## Naissances
- 1er avril du calendrier grégorien : Sergueï Rachmaninov, compositeur et pianiste russe († 28 mars 1943).
- 9 avril : Walter Edward Foster, Premier ministre du Nouveau-Brunswick.
- 10 avril : George Black, politicien du Yukon.
- 11 avril :
  - Gustav Böß (mort le 6 février 1946), juriste, homme politique allemand, bourgmestre-gouverneur de Berlin
  - Stanisław Kochowicz (mort le 2 octobre 1948), militant pour l’indépendance de la Pologne
  - Joseph Poux (mort le 8 juin 1938), archiviste paléographe français
- 18 avril : Finn Qvale, officier, cartographe et dirigeant sportif norvégien († 20 janvier 1955).

## Décès
- 11 avril :
  - Fulgence Girard (né le 21 septembre 1807), romancier, poète, homme politique, journaliste et historien français
  - Saint-Marc Girardin (né le 12 février 1801), universitaire, critique littéraire et homme politique français
  - Christopher Hansteen (né le 26 septembre 1784), astronome et physicien norvégien
  - Edward Canby (né le 9 novembre 1817), officier de carrière dans l'armée des États-Unis, général de l'Union dans la guerre de Sécession et les guerres indiennes
- 14 avril : Pierre-Frédéric Dorian, industriel et homme politique français (° 1814).
- 16 avril : Arcisse de Caumont, archéologue français.
- 30 avril : Alexis Billiet, cardinal français, archevêque du diocèse de Chambéry (° 28 février 1783).